# Cadena 13
Cadena 13 fou una emissora de ràdio privada en català de caràcter generalista i comercial. Va començar les emissions el 12 de desembre de 1983 i les va finalitzar el 1992. Hom considerava aquesta cadena vinculada a la Fundació Catalana de Comunicació.
Entre els professionals de la ràdio hi havia: Fina Brunet, Salvador Escamilla, Pepa Fernández, Enric Frigola, Albert Malla, Gemma Nierga i Francesc Novell, Mònica Terribas, Jordi Mateu, Alfons Murga, Xavier Guix, Joan Morros, Ferran García, Miquel Murga, Ramon Serra, Pep Vila, Xavier Palau, Joan Gil...

## Història
El 28 d'abril de 1990 es va fer públic que la cadena COPE, per mitjà de les seves societats Ràdio Sabadell i Editorial Catalana, havia arribat a un acord amb els accionistes de la societat radiofònica Cadena 13 per adquirir el 50% del seu capital.

## Programes
- Campi qui dormi
- Catalunya en joc
- El so màgic
- Esports amunt
- Joc de dames
- Mallamusicals, programa presentat per Albert Malla.
- Música a la carta
- Temps era temps

## Emissores
- Barcelona: Ràdio Avui
- Igualada: Anoia Ràdio
- Blanes: Antena Blava
- Manresa: Ràdio Catalunya
- Cervera: Ràdio Cervera
- Vic: Ràdio Granollers
- Vic: Ràdio Vic
- Olot: Ràdio Olot
- Palamós: Ràdio Costa Brava
- Girona: Ràdio Grup
- Tarragona: Ràdio Mar
- El Masnou: Ràdio el Masnou
- Puigcerdà: Ràdio Pirineus
- Lleida: Ràdio Terra Ferma